# Lopheuthymia
Lopheuthymia is een geslacht van rechtvleugeligen uit de familie veldsprinkhanen (Acrididae). De wetenschappelijke naam van dit geslacht is voor het eerst geldig gepubliceerd in 1943 door Uvarov.

## Soorten
Het geslacht Lopheuthymia  is monotypisch en omvat slechts de volgende soort:
- Lopheuthymia brunneri (Finot, 1903)